# Roompot-Nederlandse Loterij/2018
Deze pagina geeft een overzicht van de Roompot-Nederlandse Loterij-wielerploeg in  2018.

## Algemeen
Sponsors: Roompot, Oranje Peloton
Algemeen manager: Michael Zijlaard
Ploegleiders: Jean-Paul van Poppel, Erik Breukink
Fietsmerk: Isaac
Onderdelen: Campagnolo
Kopmannen:

## Ploeg

### Transfers
| Inkomend             | Team 2017               | Uitgaand        | Team 2018                      |
| -------------------- | ----------------------- | --------------- | ------------------------------ |
| Robbert de Greef     | Baby-Dump Cyclingteam   | Berden de Vries | Stopt                          |
| Floris Gerts         | BMC Racing Team         | Raymond Kreder  | Team UKYO                      |
| Jan-Willem van Schip | Delta Cycling Rotterdam | André Looij     | Monkey Town-Ruiter Dakkapellen |
| Wouter Wippert       | Cannondale-Drapac       | Jens Mouris     | Stopt                          |
|                      |                         | Martijn Tusveld | Team Sunweb                    |

## Renners
| Naam                 | Geboortedatum | Nationaliteit | Ploeg 2017              | Ploeg 2019                  |
| -------------------- | ------------- | ------------- | ----------------------- | --------------------------- |
| Tim Ariesen          | 20-03-1994    | Nederland     |                         | Taiyuan Miogee Cycling Team |
| Jesper Asselman      | 12-03-1990    | Nederland     |                         |                             |
| Martijn Budding      | 31-08-1995    | Nederland     |                         | BEAT Cycling Club           |
| Floris Gerts         | 03-05-1992    | Nederland     | BMC Racing Team         | Tarteletto-Isorex           |
| Robbert de Greef     | 27-08-1991    | Nederland     | Baby-Dump Cyclingteam   | Alecto Cycling Team         |
| Pim Ligthart         | 16-06-1988    | Nederland     |                         | Direct Énergie              |
| Jeroen Meijers       | 12-01-1993    | Nederland     |                         | Taiyuan Miogee Cycling Team |
| Elmar Reinders       | 14-03-1992    | Nederland     |                         |                             |
| Oscar Riesebeek      | 23-12-1992    | Nederland     |                         |                             |
| Brian van Goethem    | 16-04-1991    | Nederland     |                         | Lotto Soudal                |
| Sjoerd van Ginneken  | 06-11-1992    | Nederland     |                         |                             |
| Etienne van Empel    | 14-04-1994    | Nederland     |                         | Neri-Selle Italia           |
| Nick van der Lijke   | 23-09-1991    | Nederland     |                         |                             |
| Taco van der Hoorn   | 04-12-1993    | Nederland     |                         |                             |
| Coen Vermeltfoort    | 11-04-1988    | Nederland     |                         | Alecto Cycling Team         |
| Jan-Willem van Schip | 20-08-1994    | Nederland     | Delta Cycling Rotterdam |                             |
| Pieter Weening       | 05-04-1981    | Nederland     |                         |                             |
| Wouter Wippert       | 14-08-1990    | Nederland     | Cannondale-Drapac       | EvoPro Racing               |

## Overwinningen
Ronde van Oostenrijk
5e etappe: Pieter Weening
Slag om Norg
Jan-Willem van Schip
Binckbank Tour
3e etappe Taco van der Hoorn
Omloop Mandel-Leie-Schelde
Wouter Wippert
Primus Classic Impanis-Van Petegem
Taco van der Hoorn
Androni Giocattoli-Sidermec · Aqua Blue Sport · Bardiani-CSF · Burgos-BH · Caja Rural-Seguros RGA · CCC-Sprandi-Polkowice · Cofidis · Delko-Marseille Provence KTM · Direct Énergie · Euskadi-Murias · Gazprom-RusVelo · Hagens Berman Axeon · Holowesko Citadel p/b Arapahoe Resources · Israel Cycling Academy · Nippo-Vini Fantini-Europa Ovini · Rally Cycling · Roompot-Nederlandse Loterij · Sport Vlaanderen-Baloise · Team Manzana Postobón · Team Novo Nordisk · UnitedHealthcare Pro Cycling · Vérandas Willems-Crelan · Vital Concept · Wanty-Groupe Gobert · WB Aqua Protect Veranclassic · Wilier Triestina-Selle Italia
2015 · 2016 · 2017 · 2018 · 2019